# 고동옥
고동옥(1989년 2월 10일 ~ )은 대한민국의 배우이다.

## 학력
- 청주대학교 연극학과

## 출연 작품

### 영화
- 《슈팅걸스》 (2020년) - 봉수 역
- 《게이트》 (2018년) - 광호 역
- 《로마의 휴일》 (2017년) - 전봉 역
- 《코브라트위스트》 (2015년)

### 드라마
- 《청춘시대》 (2016년, JTBC) - 윤진명의 사채돈을 뜯어내는 사채업자 역[2]
- 《두 여자의 방》 (2013년, SBS)
- 《출생의 비밀》 (2013년, SBS)

### 연극
- 《GOD.ZERO》
- 《연옥》

## 수상
- 2016년 제3회 대한민국연극브릿지페스티벌 남자연기상